# هنري كونويل
هنري كونويل (بالإنجليزية: Henry Conwell)‏ (و. 1748 – 1842 م) هو كاهن كاثوليكي  من الولايات المتحدة، ومملكة أيرلندا، ولد في Moneymore ‏، توفي في فيلادلفيا، عن عمر يناهز 94 عاماً.

## مناصب
تولى منصب
- أسقف كاثوليكي 24 سبتمبر 1820–26 نوفمبر 1827[3]
- مطران  [لغات أخرى]‏ منذ 26 نوفمبر 1819[4][5]

.

## التعليم
تعلم في Irish College in Paris ‏
.